# Eulithis
Genre
Le genre Eulithis désigne des lépidoptères (papillons) de la famille des Geometridae, de la sous-famille des Larentiinae.

## Principales espèces(à compléter)
- Eulithis destinata (Moschler)
- Eulithis diversilineata (Hubner) - Arpenteuse de la vigne
- Eulithis explanata (Walker)
- Eulithis flavibrunneata (Mcdunnough)
- Eulithis mellinata  (Fabricius 1787) - Cidarie marbrée
- Eulithis populata (Linnaeus, 1758) - Cidarie du peuplier
- Eulithis propulsata (Walker)
- Eulithis prunata (Linnaeus, 1758) - Cidarie du prunier
- Eulithis pyraliata (Denis & Schiffermüller, 1775) - Cidarie pyrale
- Eulithis serrataria (Barnes & Mcdunnough)
- Eulithis testata (Linnaeus, 1761)